# Pseudomicrodes ochrocraspis
Pseudomicrodes ochrocraspis là một loài bướm đêm trong họ Noctuidae.